# Trachemys yaquia
Trachemys yaquia is een schildpad uit de familie moerasschildpadden (Emydidae).  De soort werd voor het eerst wetenschappelijk beschreven door John Marshall Legler en Robert Gravem Webb in 1970. Oorspronkelijk werd de wetenschappelijke naam Pseudemys scripta yaquia gebruikt. De soort werd lange tijd als ondersoort van de lettersierschildpad (Trachemys scripta ) beschouwd, waardoor de verouderde wetenschappelijke naam in de literatuur wordt gebruikt.
De schildpad bereikt een maximale schildlengte tot 31 centimeter. De kleur van het schild is bruin. De kop is meer groen van kleur en heeft gele strepen.
Trachemys yaquia komt endemisch voor in Mexico, maar is alleen aangetroffen in de staten Sonora en Chihuahua.